# Kaja Kallas
Kaja Kallas (Tallinn, 1977. június 18. –) észt jogász, politikus. 2014 és 2018 között az Európai Parlament képviselője, 2018 és 2024 között a Reformpárt elnöke. 2021-től 2024-ig Észtország miniszterelnöke. 2024-től az Európai Unió külügyi és biztonságpolitikai főképviselője.

## Életrajza
Apja Siim Kallas korábbi észt  miniszterelnök és az EU egykori közlekedésügyi biztosa.

### Tanulmányai és szakmai karrierje
Tallinnban a Lillekülai Gimnáziumban végezte alapfokú tanulmányait 1984–1992 között, majd 1992-től 1995-ig a tallinni 7. sz. középiskolába járt. A Tartui Egyetem jogi karán végzett. 2007-ben az Estonian Business Schoolban (EBS) MBA, majd 2009–2010 között EMBA képesítést szerzett. Egyetemi tanulmányai alatt, 1996–1997 között a Vanemuine Színház igazgatójának tanácsadója volt.
1999-ben lett tagja az Észt Ügyvédi Kamarának (Eesti advokatuur), majd 2002-től praktizált ügyvédként. 1998–2006 között a Tark & Co. ügyvédi iroda, majd 2006-tól 2011-ig a Luiga Mody Hääl Borenius ügyvédi iroda iroda partnere volt. Elsősorban gazdasági ügyekkel foglalkozott, jogászként a kiemelt szakterülete az európai versenyjog volt.

### Politikai karrierje
2011-ben az észt parlament képviselője lett és 2014-ig vezette a parlament gazdasági bizottságának munkáját. 2014-ben megválasztották az Európai Parlament képviselőjének, 2018-ban pedig az Észt Reformpárt elnökének.
A Reformpárt a 2019. március 3-i parlamenti választásokat követően – a megszerzett 28,8%-os szavazataránnyal – 34 mandátumhoz jutott a 101 fős parlamentben. A párt ugyan a legtöbb szavazatot megszerezve megnyerte a választást, de kormányt nem tudott alakítani, így a Reformpárt ellenzékben maradt. A választáson a második helyet megszerző Észt Centrumpárt alakított kormányt Jüri Ratas vezetésével.
2021. január 13-án Jüri Ratas pártjának egy korrupciós ügyben való érintettsége miatt benyújtotta lemondását. Ezt követően Kersti Kaljulaid elnök Kaja Kallast kérte fel egy új koalíciós kormány megalakítására. Erre az észt törvények alapján 14 nap áll rendelkezésére. A Reformpárt a korábban kormányzó Centrumpárttal kezdett tárgyalni, a koalíciós megállapodást 2021. január 25-én írták alá. Kallas kormányát az észt parlament 101 képviselőjéből 70 támogatta. Kormánya január 26-án tette le a hivatali esküt.
A Centrumpárttal kötött koalíció 2022 júniusában felbomlott. Kallas egy rövid ideig kisebbségben kormányzott, miközben július 8-án új koalícióról állapodott meg a konzervatív Haza Párttal és a Szociáldemokrata Párttal. Július 14-én lemondott, lehetőséget adva ezzel a parlamentnek, hogy új kormány alakításával bízza meg. Erre másnap került sor, így továbbra is ő vezette az országot a 2023. márciusi választásig, Az Európai Unió 2024. június 27–28-i csúcstalálkozóján megválasztották az EU külügyi és biztonságpolitikai főképviselőjének. Emiatt 2024. július 15-én  hivatalosan lemondott a miniszterelnöki tisztségről. Utódja párttársa, Kristen Michal lett.

## Magánélete
2002-ben között házasságot  Roomet Leigerrel, majd 2006-ban elváltak.  2011-től 2014 júniusáig Taavi Veskimägi észt politikussal és üzletemberrel élt együtt, akitől 2011-ben egy fia született. 2018-ban házasodott össze Arvo Hallik bankárral és üzletemberrel. Halliknak a korábbi kapcsolatából két gyermeke van.
Anyanyelvén kívül folyékonyan beszél angolul, finnül, oroszul és franciául.